# Isaac Brock (muzyk)
Isaac Kristofer Brock (ur. 9 lipca 1975 w Issaquah w stanie Waszyngton) jest wokalistą, gitarzystą, autorem tekstów amerykańskiej grupy nurtu indie rock, Modest Mouse, jak również swojego projektu solowego, Ugly Casanova. Brock obecnie mieszka w Portland, w stanie Oregon. Jego styl charakteryzuje się często złożoną grą słów, zmienną częstotliwością głosu i specyficznym poczuciem humoru oraz wyczuciem rytmu.

## Dzieciństwo
Jako dziecko Brock i jego matka przemieszczali się z miejsca na miejsce, podążając za różnymi grupami religijnymi na północnym zachodzie USA. W tym czasie, matka Isaaca opuściła jego ojca, aby związać się z jego bratem (wujkiem Isaaca). Przez pewien okres Brock nie chodził do szkoły, lecz uczył się w domu. Gdy dom matki Brocka ucierpiał podczas powodzi, ta przeprowadziła się do przyczepy nowego męża, w której nie było miejsca dla Issaca. Brock mieszkał więc dalej na drugim piętrze zalanego domu, aż został stamtąd eksmitowany przez policję. Następnie pomieszkiwał w piwnicach u przyjaciół do czasu, kiedy przeniósł się do szopy obok przyczepy matki. To ponoć w tej właśnie szopie Isaac wraz z Erikiem Judy (bas) i Jeremiah Greenem (perkusja) zaczęli pierwsze próby.